# Абриньба, Дмитрий Ильич
Дми́трий Ильи́ч Абри́ньба (8 (20) февраля 1885 — 29 декабря 1917 (11 января 1918)) — русский офицер, подполковник (1915), участник Первой мировой войны, Георгиевский кавалер. В 1917 году — военный деятель Украинской народной республики.

## Биография
Из крестьян, потомок казаков Миргородского уезда Полтавской губернии (в 1916 году за беспорочную военную службу в офицерских чинах и подвиги, оказанные на войне, был удостоен личного дворянского звания). Православного вероисповедания.
Общее образование — домашнее (не имел Свидетельства о среднем образовании).

### Военная служба
В 1905 году, во время Русско-японской войны, подлежал досрочному призыву на действительную военную службу. В службу вступил добровольно в августе 1905 года и, после успешной сдачи экзамена по наукам в пределах требований для вольноопределяющихся 2-го разряда, 16.08.1905 был зачислен юнкером рядового звания в общий класс Чугуевского пехотного юнкерского училища. В сентябре 1906 года произведен в младшие унтер-офицеры войск, в ноябре 1907 года — в младшие портупей-юнкера.
В июне 1908 года, по окончании по 1-му разряду курса училища, был произведен, по экзамену, в подпоручики, с назначением на службу в 61-й пехотный Владимирский полк, расквартированный в Белостоке. Служил младшим офицером 14-й роты, временно исполнял должности командира роты, начальника разведывательной команды, полкового адъютанта.
В декабре 1910 года переведен в 177-й пехотный Изборский полк, расквартированный в Пензе.
В мае 1911 года выдержал предварительные письменные испытания по наукам для поступления в Императорскую Николаевскую военную академию.
В ноябре 1911 года за выслугу лет произведен в поручики. В полку временно исполнял должности: заведывающего школой подпрапорщиков, начальника пулемётной команды.
В июле 1913 года при штабе Казанского военного округа повторно выдержал предварительные испытания для поступления в Императорскую Николаевскую военную академию. Продолжал службу в полку.
В мае 1914 года был зачислен в запас армейской пехоты, по Полтавскому уезду. С 08.05.1914 по 05.07.1914 состоял в запасе армейской пехоты.
В начале июля 1914 года определён на службу в 36-й пехотный Орловский полк, расквартированный в Кременчуге Полтавской губернии. С 16.07.1914 — младший офицер 11-й роты.
Участник Первой мировой войны в составе своего 36-го пехотного Орловского полка (9-я пехотная дивизия, 10-й армейский корпус). С 22.07.1914 — младший офицер пулеметной команды, с 30.10.1914 — командующий 14-й ротой. В боях был контужен (04.10.1914, остался в строю) и  ранен (24.07.1915, эвакуирован в Полтаву на лечение, — вернулся в полк).
В декабре 1915 года за выслугу лет произведен в штабс-капитаны.
В июле 1916 года произведен в капитаны, затем в ноябре 1916 года — в подполковники Командовал 14-й ротой, временно командовал батальонами своего полка. С 16 сентября 1916 года — командир 2-го батальона. В полку аттестован как отличный, храбрый офицер, способный проявить личную инициативу.
В конце октября 1916 года командирован на учёбу в Императорскую Николаевскую военную академию и с 1 ноября 1916 года был зачислен на 2,5-месячные подготовительные курсы первой очереди военного времени, которые успешно окончил к 15 января 1917 года. В Академии был аттестован как отличный штаб-офицер, прекрасно умственно развит. По окончании курсов причислен к Генеральному штабу, направлен в штаб Западного фронта и с 28.01.1917 назначен исправляющим должность старшего адъютанта штаба 169-й пехотной дивизии (с оставлением в списках полка); временно исполнял должность начальника штаба той же дивизии. Было объявлено, что выпускники подготовительных курсов, достойно зарекомендовавшие себя на штабных должностях, в ближайшее время продолжат учёбу в Академии.
В мае 1917 года женился на Елене Николаевне Повало-Швейковской, дочери генерала Николая Алексеевича Повало-Швейковского (служившего в 1918 году в армии гетмана Скоропадского).
После февральской 1917 года революции в Петрограде Дмитрий Абриньба поддерживал украинское национальное движение в армии. По распоряжению из Ставки Верховного главнокомандующего 11 июля 1917 года был назначен врид командира 1-го Украинского запасного пехотного полка, создаваемого на основе подразделений Украинского Богдана Хмельницкого пехотного полка, оставляемых в Киеве после отправки основного состава полка на фронт.
Полагая, что назначение его на командную должность в запасный полк может быть препятствием к окончанию полного курса Академии, 17 июля 1917 года подал начальнику штаба Киевского военного округа рапорт — прошение о ходатайстве насчёт принятия его с 1 сентября 1917 года на учёбу в старший класс Академии. В старший класс Академии зачислен не был. В сентябре 1917 года был назначен врид командира 209-го пехотного Богородского полка, находившегося на фронте.
В ноябре 1917 года, после октябрьской 1917 года революции в Петрограде, оставил службу в русской армии и прибыл в Одессу, на службу в Одесскую «гайдамацкую» бригаду, перешедшую на сторону украинской Центральной рады. Некоторое время был помощником командира названной бригады.
В декабре 1917 года был назначен командиром Екатеринославского «гайдамацкого куреня» — украинизированного армейского добровольческого формирования  Центральной рады в Екатеринославе (Екатеринославская губерния была объявлена в составе провозглашённой Украинской народной республики (УНР)).
Погиб 29 декабря 1917 (11 января 1918) года в Екатеринославе, в уличных боях с красногвардейскими формированиями большевиков, захватившими город и объявившими о вхождении его в состав Украинской народной республики Советов.

## Награды
- Медаль «В память 300-летия царствования Дома Романовых» (1913)
- Орден Святой Анны 4-й степени с надписью «За храбрость» (ВП от 21.01.1915, страница 15)
- Орден Святого Станислава 3-й степени с мечами и бантом (ВП от 21.01.1915, страница 18)
- Орден Святой Анны 3-й степени с мечами и бантом (11.03.1915; утв. ВП от 25.10.1915)
- Орден Святого Владимира 4-й степени с мечами и бантом (ВП от 12.09.1915)
- Орден Святого Георгия 4-й степени (30.10.1915; утв. ВП от 29.07.1916), — …за то, что в ночном бою с 12-го на 13-е сентября 1915 года на р. Шаре, командуя двумя ротами, атаковал под сильным ружейным и пулеметным огнем окопы противника, захватил действующий пулемет, 2-х офицеров и 320 нижних чинов в плен.[10]
- Орден Святой Анны 2-й степени с мечами (15.12.1915; утв. ВП от 09.11.1916)
- Высочайшее благоволение (ВП от 26.11.1916), — «…за отличия в делах против неприятеля»
- Орден Святого Станислава 2-й степени с мечами (27.01.1916; утв. ВП от 09.01.1917)
- [11]

## Память
- Именем Дмитрия Абриньбы названа одна из улиц города Первомайска Николаевской области Украины.